# 세로
세로(Vertical)는 기하학적 개념 중 하나로, 위에서 아래로 있는 방향 또는 길이를 말한다.

## IT
IT에서 세로는 그림의 높이를 말하는 것이다. 영어로는 Height(높이)라고 한다.

## 같이 보기
- 가로